# Biểu tình tại Việt Nam
Biểu tình tại Việt Nam nói đến các hoạt động biểu tình diễn ra tại Việt Nam trong lịch sử. Do đặc điểm văn hóa, chính trị và tôn giáo, biểu tình ở Việt Nam tùy theo từng thời kỳ và địa phương mà diễn ra với các quy mô và tần suất khác nhau. Hiện nay, ở Việt Nam, báo chí có thể không dùng từ "biểu tình" mà ám chỉ bằng "tập trung đông người" (khiếu kiện), "tụ tập gây rối" (trật tự trị an).

## Lịch sử
Khi xã hội Việt Nam bắt đầu manh nha ý thức dân chủ từ thời Pháp thuộc trước năm 1945, biểu tình đã bắt đầu diễn ra. Từ khi thực dân Pháp xâm chiếm Việt Nam, cùng với sự chuyển biến từ chế độ phong kiến hà khắc (nơi biểu tình đồng hành với khởi nghĩa của nông dân) sang chế độ của nước bị thực dân, xã hội đã dần dần hình thành các điều kiện để có biểu tình. Xã hội du nhập các tư tưởng tự do của Phương Tây (đặc biệt từ Pháp), theo đó người dân có quyền bày tỏ tư tưởng của mình. Dưới sự bóc lột của Thực Dân Pháp, phẫn nộ vì đất nước bị đô hộ, ảnh hưởng bởi các phong trào như Duy Tân tại Nhật Bản, nhiều các phong trào vận động đã diễn ra. Điển hình như phong trào Đông Kinh Nghĩa Thục. Đồng thời các Đảng phái được tự do thành lập, các phong trào đã bắt đầu có tổ chức. Hai cuộc biểu tình tiêu biều nhất trong thời kỳ này là: Biểu tình khởi đầu cho phong trào Xô Viết Nghệ tĩnh do Đảng Cộng sản khởi động kỷ niệm ngày Quốc tế Lao động 1-5-1930 tại ngã ba Bến Thủy, thành phố Vinh. và biểu tình ngày 19/8/1945 do Việt Minh tổ chức tiến tới Cách mạng tháng Tám dành độc lập.
Khi Việt Nam giành được độc lập 1945 từ thực dân Pháp, cùng với việc áp dụng chế độ nhà nước Cộng hòa, quyền biểu tình đã được ghi vào hiến pháp và công nhận. Ngày 13/9/1945 Chủ tịch Hồ Chí Minh đã ký sắc lệnh số 31 công nhận quyên biểu tình của người dân. "Điều thứ 1: Những cuộc biểu tình phải khai trình trước hai mươi bốn giờ với các Ủy ban nhân dân sở tại trong thời kỳ này" .Trong giai đoạn 1954 đến 1975, khi Việt Nam bị chia cắt với hai chế độ xã hội khác nhau. Miền Bắc theo chủ nghĩa xã hội, do điều kiện chiến tranh và xã hội, sau cải cách ruộng đất, chưa có cuộc biểu tình nào được ghi nhận. Ngược lại, tại miền nam, với chế độ Việt Nam Cộng Hòa, người dân được quyền Biểu tình. Các phong trào biểu tình chống chế độ, chống chiến tranh của các tầng lớp Tăng lữ, Sinh viên, trí thức... đã góp phần làm thay đổi xã hội, thay đổi nhận thức của cộng đồng quốc tế về cuộc chiến tranh phi nghĩa. Cuộc biểu tình lớn trong thời kỳ này phải kể tới Biến cố Phật giáo, 1963 làm thay đổi chính trị tại Việt Nam Cộng Hòa năm 1963. Uy tính của chính quyền Ngô Đình Diệm bị suy giảm nghiêm trọng do sự đàn áp các đợt biểu tình của giới Phật giáo, dẫn tới đảo chính lật đổ Tổng thống Ngô Đình Diệm chấm dứt nền Đệ nhất Cộng hoà ở miền Nam Việt Nam. Nhìn chung, không khí chính trị tại Miền Nam Việt Nam là cởi mở, các cuộc tập hợp lực lượng chống chính quyền Sài Gòn diễn ra khá sôi nổi và phổ biến, nhất là phong trào đô thị. Nhiều cuộc biểu tình là do những người Cộng sản miền Nam Việt Nam cài người tổ chức, chi tiết xem thêm phần Chính trị thuộc Chiến tranh Việt Nam (miền Nam, 1954-1959).
Sau năm 1975, Việt Nam thống nhất dưới sự lãnh đạo của Đảng Cộng sản. Dưới chế độ quản lý chặt chẽ của công an, không có đợt biểu tình nào nổ ra. Khi Việt Nam bắt đầu mở cửa cải cách, mức sống của người dân được nâng cao nhưng không có chuyển biến về chính trị, các hoạt động biểu tình không diễn ra quá nhiều. Tiêu biểu là cuộc biểu tình tại tỉnh Thái Bình năm 1997 hay tại Tây Nguyên vào năm 2001. Thực chất một số các phong trào biểu tình có tác động của các yếu tố nước ngoài, gây nên diễn biến hòa bình, đe dọa sự lãnh đạo của Đảng Cộng sản. Truyền thông e ngại dùng từ "biểu tình" mà thường dùng những từ như "tập trung đông người" (khiếu kiện), "tụ tập gây rổi" (trật tự trị an).
Vụ "biểu tình của quần chúng ở Thái Bình" năm 1997 cho thấy có một bước thay đổi về nhận thức. Lúc đầu chỉ thấy tính chất "gây rối" hay "chống đối" chính quyền,về sau này, do các nhà lãnh đạo trung ương dám tiếp cận, sâu sát với thực tế và gần dân nên nhận ra cả hai mặt tiêu cực và tích cực.
Cùng với những động thái của Trung Quốc tại Biển Đông, từ năm 2007 một loạt các đợt biểu tình đã diễn ra chống lại những tuyên bố chủ quyền của Trung Quốc tại biển Đông, kêu gọi lòng yêu nước. Đồng thời một số cuộc biểu tình diễn ra vì kiện cáo đất đai, đặc biệt là do người dân nhiều khu vực bị các chính quyền địa phương lấy đất làm khu công nghiệp hoặc khu đô thị nhưng không được đền bù thỏa đáng nên biểu tình. Tiêu biểu là các cuộc biểu tình tại Tiên Lãng và Văn Giang.
Đặc điểm của các cuộc biểu tình gần đây ở Việt Nam là chủ yếu tự phát, không có mục đích tổ chức rõ ràng. Ở Việt Nam không cho phép thành lập Đảng đối lập lại với Đảng Cộng sản, việc hình thành các tổ chức xã hội không chịu sự quản lý của Đảng Cộng sản là không thể. Chính quyền Việt Nam cũng tìm nhiều cách ngăn cản các cuộc biểu tình này đi quá giới hạn, gọi đó có thể gây ảnh hưởng tới quan hệ hữu hảo của Việt Nam với Trung Quốc. Công An tiến hành bắt giữ hàng chục người và sử dụng bạo lực .
Việt Nam hiện tại chưa có luật Biểu tình, mặc dù hiến pháp cho phép biểu tình. Điều 25, Hiến pháp 2013 quy định: "Công dân có quyền tự do ngôn luận, tự do báo chí; có quyền được thông tin; có quyền hội họp, lập hội, biểu tình theo quy định của pháp luật". Đề xuất có Luật Biểu tình đã đưa ra từ lâu, và cũng được khẳng định tính cấp thiết, tuy nhiên dự thảo Luật chưa được thông qua (thời điểm 2012). Do không có Luật quy định, người biểu tình rất dễ bị quy vào tội "tụ tập đông người", "gây rối trật tự công cộng" theo Nghị định 38 của Chính phủ ban hành năm 2005.

## Một số sự kiện

### Biểu tình ở Nghệ An 1956
Ngày 10/11/1956, khoảng 10,000 nông dân đã mở đại hội lần thứ hai tại xã Cẩm Trường để bàn thảo về ngày thứ Bảy. Nhưng ngay lúc đó, chính quyền đã điều động 2 đại đội chủ lực và một đại đội công an có vũ trang huyện Diên Châu về xã Cẩm Trường để giải tán đại hội nông dân. Bạo động đã xảy ra, có tiếng súng và lựu đạn nổ. Cuối cùng, dân chúng đã bao vây đồn bộ đội và công an. Đêm hôm đó, chính quyền đưa thêm 2 trung đoàn về bao vây 10.000 nông dân tại xã Cẩm Trường, biểu tình bị dập tắt.

### Biểu tình chống Trung Quốc

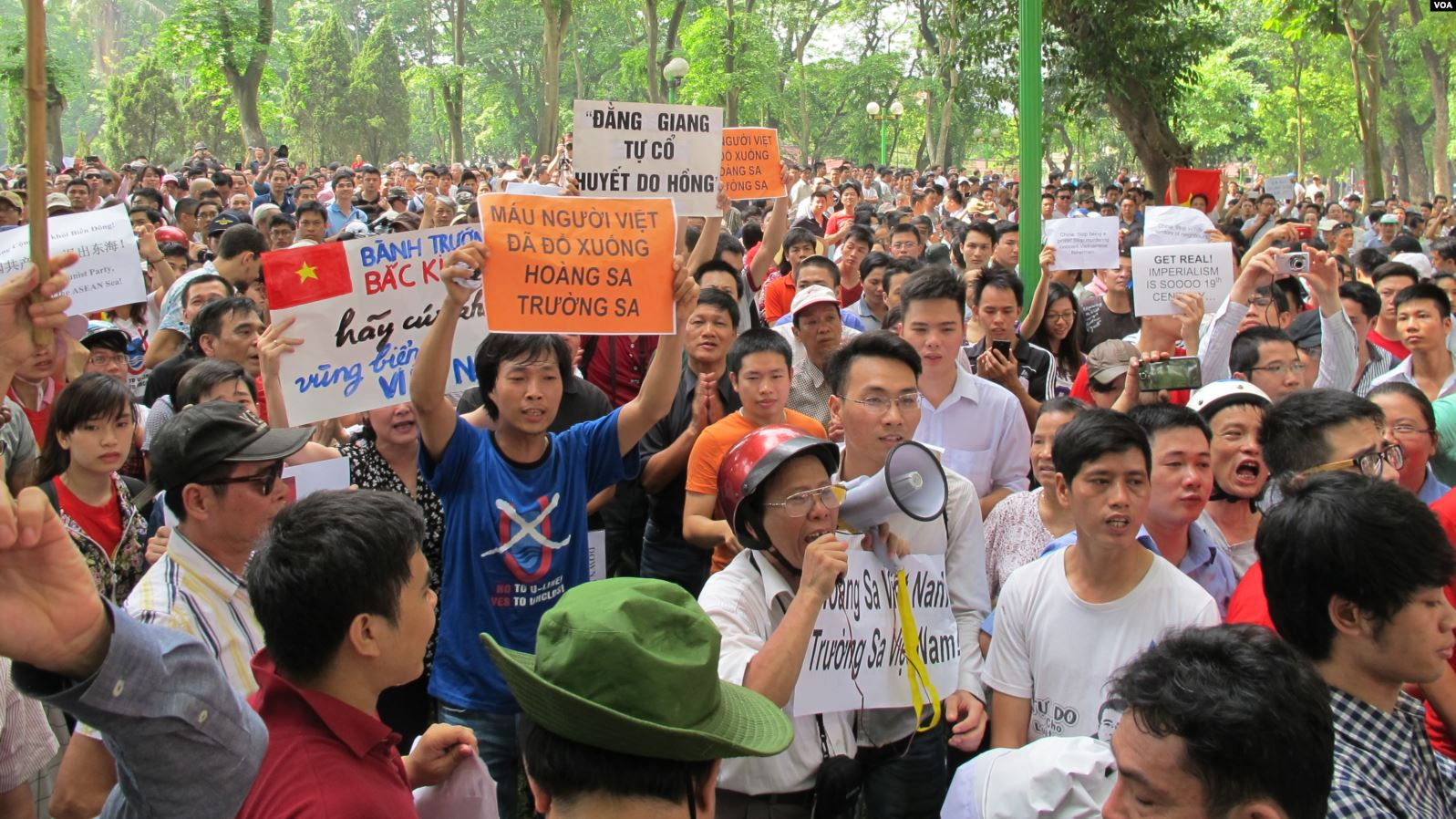
Một cuộc biểu tình phản đối Trung Quốc tại Hà Nội năm 2014

Hàng trăm người đã biểu tình ôn hòa ở Hà Nội và Thành phố Hồ Chí Minh hôm chủ nhật ngày 9 tháng 12 năm 2007, phản đối việc Trung Quốc lập thành phố hành chính cấp huyện Tam Sa nhằm quản lý quần đảo Hoàng Sa, Trung Sa và Trường Sa. Sau đó, ngày 16/12/2007, biểu tình tiếp tục diễn ra. Công an tiến hành tạm giữ và thẩm vấn 5 người biểu tình.
Tháng 6 năm 2011, một loạt các cuộc biểu tình hòa bình chống Trung Quốc diễn ra tại Hà Nội và Thành phố Hồ Chí Minh phản đối hoạt động của Trung Quốc tại vùng biển chủ quyền của Việt Nam cũng như yêu sách đường chín đoạn của Bắc Kinh tại Biển Đông.
Ngày 1/7/2012 và 8/7/2012, tại Hà Nội và TP Hồ Chí Minh lại tiếp tục diễn ra biểu tình chống Trung Quốc.
Sáng Chủ nhật ngày 11 tháng 5 năm 2014 tại Hà Nội, Đà Nẵng và TP Hồ Chí Minh đã diễn ra các cuộc biểu tình phản đối việc Trung Quốc đưa giàn khoan HD-981 vào vùng biển mà Việt Nam tuyên bố thuộc Vùng đặc quyền kinh tế của Việt Nam.

### Các vụ biểu tình liên quan đến cưỡng chế đất đai
Vấn đề nóng bỏng nhất hiện nay và là một trong những nguyên nhân chính của khiếu nại và biểu tình là đất đai. Luật Đất đai chưa được sửa đổi các quy định liên quan đến giá đền bù đất đai, nên nhiều chính quyền địa phương có thể thu hồi đất của người dân và đền bù với giá rất thấp theo bảng giá thấp hơn nhiều so với giá thực tế thị trường. Nhiều nơi đền bù với giá rẻ mạt sau đó nhà đầu tư xây khu đô thị hay công nghiệp, bán lại với giá cao hơn nhiều lần. Điều này gây bức xúc cho những người dân bị thu hồi đất làm dự án. Một loạt các vụ biểu tình nhằm mục đích chống lệnh thu hồi đất của chính quyền vì cho rằng giá đền bù không thỏa đáng, điển hình:
- Vụ ông Đào Văn Vươn và gia đình chống lại cưỡng chế chiếm đất của chính quyền huyện Tiên Lãng[16]
- Vụ Văn Giang: nông dân biểu tình chống lại lệnh thu hồi đất làm dự án của chính quyền Huyện Văn Giang, Tỉnh Hưng Yên[17]
- Vụ Tranh chấp đất đai tại Đồng Tâm (2017-2020)

## Tính pháp lý
Tại Việt Nam, quyền biểu tình được ghi trong Hiến pháp tại điều 25, Chương II: Quyền con người, quyền và nghĩa vụ cơ bản của công dân. Hiến pháp năm 1946 chỉ quy định công dân Việt Nam có quyền tự do tổ chức và hội họp. Nhưng từ Hiến pháp 1959, 1980 và 1992 và 2013 đều quy định công dân Việt Nam có quyền biểu tình.
Ngày 30 tháng 5 năm 2014, dự án luật biểu tình đã được đưa vào chương trình xây dựng luật, pháp lệnh của quốc hội, dự kiến được thông qua cuối năm 2015. Tuy vậy, tính đến tháng 6 năm 2018, Dự Luật Biểu tình vẫn chưa được trình lên Quốc hội.
Ngày 19 tháng 6 năm 2018, báo Tuổi Trẻ đưa bài viết dẫn phát ngôn của Chủ tịch nước Trần Đại Quang: "Cần luật Biểu tình, sẽ báo cáo Quốc hội ban hành". Sau 3 tiếng đồng hồ, nội dung bài đã được sửa lại, và không còn bất kỳ phát ngôn nào của ông Quang về luật Biểu tình. Người đọc chỉ còn thấy Chủ tịch Quang nói những vụ việc nghiêm trọng xảy ra tại Bình Thuận, TP.Hồ Chí Minh" là do các đối tượng chống đối, kích động, lôi kéo."